# 日本しんぶん
『日本しんぶん（にほんしんぶん／にっぽんしんぶん）』とは、ソビエト連邦（ソ連）によるシベリア抑留時に発行された、日本人向け新聞。初期は『日本新聞』と表記した。

## 概要
第一号は、1945年9月15日で、各地で随時日本人の編集委員を募集していたという。最初は手書きの雑なものであったが、満州から本格的な新聞生産設備が来ると、新聞の体をなしたという。
1946年中ごろまでは天皇批判などは少なく、それほど政治宣伝的な記事の少ない新聞であったという。下級兵士への影響を怖れた将校らは同紙の購読を全面的に禁止したが、活字や情報に飢えた兵士らは回し読みをしたという。1947年ごろになると一転、強烈な日本批判とソ連への賛美、日本共産党の礼賛、皇室廃止などを掲げる政治新聞に変わった。1947年当時、ソ連国内の日本人収容所で民主運動が盛んな時期であったことから、『日本しんぶん』が民主運動と連動して、一連のキャンペーンを張ったと見る歴史家も多い。白井久也は、編集部に民主思想に共鳴する兵士らの手紙や投書が編集部に殺到、編集部は民主運動の機関誌の役割を果たそうとすべく、頃合いを見計らって「友の会」結成を呼びかけ、その結果、この「友の会」が続々と誕生し、さらにこれを母体にした「民主グループ」が収容所の指導権を確立したとする。稲垣武は、「友の会」結成には『日本新聞』の呼びかけのみでなく収容所配属将校の主導もあり、初期には参加者もむしろ少なかったが、1947年8月に民主運動リーダーを集めてハバロフスクで全地方代表者会議が開かれ、さらに1948年3月にはソ連党地方局主催で各地区で地方民主運動代表者会議が開かれて、ソ連側から従来の組織を改編し全収容所に「反ファシスト委員会」を作るよう指示されたものとする。
編集長は大場三郎で、これはソ連秘密警察・対日部署のイワン・コワレンコ中佐（当時）の偽名であった。また、諸戸文夫こと浅原正基、相川春喜（矢浪久雄）、吉良金之助、小針延二郎、高山秀夫、袴田陸奥男、宗像肇、米良金之助、片岡薫など日本人の編集委員が十数名いた。
袴田陸奥男のグループと浅原正基グループが対立。KGBをバックに持つ袴田グループが勝ち、浅原グループは収容所に逆送された。
日本しんぶんを批判すると、場合によっては、一般収容所から数段階厳しい矯正労働収容所に送致された。
全文日本語であったが、時折ロシア語で、「ソ連国内で発行される日本人捕虜向けの新聞」と記されることがあった。
ハバロフスク歴史資料館には、第1号から第600号までが所蔵されている。